# Исакссон, Улла
Улла Исакссон, урождённая Лундберг (швед. Ulla Isaksson; 12 июня 1916, Стокгольм — 24 апреля 2000, Валлентуна) — шведская писательница и сценаристка.

## Биография и творчество
Улла Лундберг родилась в 1916 году в Стокгольме. В семье она получила религиозное воспитание. В юности, прежде чем начать писать, Улла хотела стать художницей. После обучения в школе для девочек она закончила в 1973 университет, в 1978 году получила почётную степень доктора философии. В 1938 году она вышла замуж за друга детства Давида Исакссона. У них родились двое сыновей, однако впоследствии брак распался. Второй раз Улла Исакссон вышла замуж за Эрика Яльмара Линдера, преподавателя литературы и критика.
Дебютный роман Уллы Исакссон, «Trädet» (1940), повествовал о девушке, парализованной с детства, но смирившейся со своей участью и обретший внутренний мир благодаря христианству. В её последующих романах — «I denna natt» (1942) и «Av krukmakarens hand» (1945) — также преобладала христианская тематика. Роман «Ytterst i havet» (1950) повествует о кризисе веры, переживаемом молодым проповедником. По словам самой писательницы, в романе нашли отражения её собственные сомнения экзистенциального характера.
В последующих своих книгах Улла Исакссон уделяла больше внимания теме любви между мужчиной и женщиной, проблеме женской эмансипации и теме отношений между женщинами и детьми. Её роман 1952 года, «Kvinnohuset», не имеет центрального персонажа, но рассказывает истории нескольких незамужних и бездетных женщин, живущих в Швеции 1950-х годов. Впоследствии кинорежиссёр Хампе Фаустман снял по этому роману фильм. В 1950-х годах началось сотрудничество Уллы Исакссон с режиссёром Ингмаром Бергманом. Она написала сценарии для таких его фильмов, как «На пороге жизни» и «Девичий источник». Бергман также снял фильм по одному из самых известных произведений Исакссон, «De två saliga» (1962) — «Благословенные».
В 1959 году Улла Исакссон написала роман «Klänningen» о взаимоотношениях матери и дочери (эта тема станет основной в её творчестве 1970-х годов). В 1964 году Вильгот Шёман снял по этому роману фильм. В 1966 году был написан роман «Klockan» о секуляризации и её влиянии на шведское общество. В 1969 году вышел роман «Amanda eller Den blå Spårvagnen», посвящённый проблемам развивающихся стран. Роман 1973 года, «Paradistorg», затрагивает тему материнства и нелюбимых детей. В 1977 году Гуннель Линдблум снял по роману фильм. В 1988 году эта тема получила дальнейшее развитие в «Födelsedagen». В 1994 году вышел автобиографический роман «Boken om E», в котором писательница рассказывает о постепенном развитии деменции у её мужа. В 2001 году роман экранизировал режиссёр Билле Аугуст под названием «Песня для Мартина».
Улла Исакссон умерла в 2000 году и была похоронена в Гётеборге.